# 김홍업
김홍업(金弘業, 1950년 7월 29일~)은 대한민국의 정치인이다.

## 생애
1950년 한국 전쟁 중 전라남도 목포에 있는 한 방공호 안에서 태어났다. 아버지는 대한민국 제 15대 대통령 김대중이고, 어머니는 차용애이다. 대신고등학교, 경희대학교 경영학과를 나왔으며, 육군 장교(ROTC)로 만기 전역하였다. 미주인권문제연구소 이사, 아∙태평화재단 부이사장을 역임하였다.
1980년 신군부 군사정변 이후 아버지 김대중과 함께 체포, 고문, 가택연금을 당하였으며, 1982년 미국으로 망명 미주하여 인권문제연구소에서 활동하였다. 1988년 귀국하여 광고회사 '밝은세상'을 설립, 운영하며 17대 대선까지 아버지의 선거 활동을 도왔다.
2002년 이용호 게이트 조사 중 검찰은 권력형 이권개입에 김홍업을 엮었다. 무려 580여명을 소환 조사했음에도 불구하고 특별한 혐의점을 찾지 못했던 검찰은, 김홍업의 가까운 지인 중 개인비리 정황이 포착된 김성환을 회유, 협박하여 거짓 자백을 받아내었다. 결과 김홍업 의원은 2003년 5월 대법원에서 각종 이권청탁과 함께 수십억원대의 금품을 받은 혐의(알선수재) 등으로 징역 2년에 벌금 4억원, 추징금 2억6천만원을 선고한 원심이 확정되었다.재판부는 또 김씨의 친구 김성환씨에 대해서는 징역 4년에 추징금 20억6000만원의 실형을 확정지었다. 훗날 김성환은 병환으로 사망 이틀 전, 검찰 진술 내용은 강요에 의한 거짓이었다며 김홍업은 억울하게 누명을 쓰게 된 것임을 녹취로 남겨 증언하였다.
그 후 2007년 1월, 민주당에 상임위원 직위 입당하여 2007년 4월 25일 전라남도 무안∙신안 국회의원 재보궐 선거에 민주당 후보 출마, 당선되어 국회농림해양수산위원회 위원, 농어업회생을 위한 국회의원 연구단체에서 활동하였다. 2019년 6월 28일 이희호 이사장의 서거로 공석이 된 김대중평화센터 신임 이사장으로 선임되어 직무를 수행하고 있는 중이다.

## 학력
- 1963년 목포유달국민학교 졸업
- 1966년 배재중학교 졸업
- 1969년 대신고등학교 졸업
- 1973년 경희대학교 경영학 학사

## 가족 관계
- 부모: 김대중(아버지), 차용애(어머니), 이희호(새어머니)
- 형제: 김소희(친누나), 김홍일(친형), 김홍걸(이복 남동생)
- 배우자: 신선연
- 슬하 2남

## 김홍업을 연기한 배우
- SBS 《삼김시대》 정재곤 (1998년)

## 역대 선거 결과
|  | 49.7% |

|  | 30.22% |

## 소속 정당
| 소속 정당 | 소속 정당      | 소속 기간 | 비고           |
| --------- | -------------- | --------- | -------------- |
|           | 새정치국민회의 | 1995~2000 | 창당 정계 입문 |
|           | 새천년민주당   | 2000~2005 | 합당           |
|           | 민주당         | 2005~2007 | 당명 변경      |
|           | 중도통합민주당 | 2007      | 합당           |
|           | 무소속         | 2007      | 탈당           |
|           | 대통합민주신당 | 2007~2008 | 창당           |
|           | 통합민주당     | 2008      | 합당           |
|           | 무소속         | 2008~현재 | 탈당 정계 은퇴 |

## 같이 보기
- 무안군·신안군
- 무안군의 국회의원
- 신안군의 국회의원

## 참고 자료
- 김홍업 - 대한민국헌정회